# Terrifier 2
Terrifier 2 är en amerikansk övernaturlig slasherfilm från 2022, skriven, regisserad, redigerad och producerad av Damien Leone. Filmen är uppföljare till Terrifier (2016). Det är den andra filmen centrerad enbart kring Art the Clown och den tredje långfilmen med karaktären. Det är den andra delen i filmserien Terrifier. 
David Howard Thornton och Samantha Scaffidi, som porträtterade Art the Clown och Victoria Heyes i den första filmen, repriserar sina roller. Huvudrollerna spelas av Lauren LaVera, Elliott Fullam, Sarah Voigt, Kailey Hyman och Casey Hartnett.
Handlingen följer Art the Clowns återuppståndelse och jakten på tonåringen Sienna Shaw (LaVera) och hennes yngre bror Jonathan (Fullam) på Halloweenkvällen, ett år efter händelserna i den första filmen.